# Androst-4-ene-3,17-dione monoossigenasi
La androst-4-ene-3,17-dione monoossigenasi è un enzima appartenente alla classe delle ossidoreduttasi, che catalizza la seguente reazione:
androst-4-ene-3,17-dione + AH2 + O2 ⇄ 3-osso-13,17-secoandrost-4-ene-17,13α-lattone + A + H2O
Ha un'ampia specificità. Un solo enzima dell'ascomicete Neonectria radicicola (chetosteroide monoossigenasi numero EC 1.14.13.54) catalizza sia questa reazione, che quella catalizzata dalla aralchilammina deidrogenasi (numero EC 1.4.99.4).